# OFFMi
Ники́та Кири́ллович Святковский (укр. Микита Кирилович Святковський; род. 27 февраля 1996, Севастополь, Украина), более известный под псевдонимом OFFMi (рус. О́ффми) — украинский и российский хип-хоп исполнитель и автор песен. Бывший участник музыкального объединения «Bound». За свою музыкальную карьеру выпустил 3 студийных альбома, 4 мини-альбома и множество синглов.

## Биография и музыкальная карьера

### Ранний период: детство и юность
Никита Святковский родился 27 февраля 1996 года в городе Севастополь, в Украине. В детстве занимался различными видами спорта: плаванием, футболом и большим теннисом. Из музыки Никита очень сильно любил слушать рок, особенно творчество таких коллективов как Led Zeppelin, The Doors и Arctic Monkeys. В 17 лет начинает заниматься производством и продажей премиум-жидкостей для электронных сигарет под брендом «Жижка Мишка», и благодаря своему бизнесу Никите удаётся заработать первый миллион рублей. Отучившись в школе и получив среднее общее образование, поступает в Российский государственный гуманитарный университет на специальность рекламщика. Проучившись там полтора года, Никита понимает, что учёба в ВУЗе ему не нравится, и отчисляется.

### Начало музыкальной карьеры
В 2016 году начал активно знакомиться с творчеством Kanye West'а и полностью прослушивает его дискографию. Когда в середине 2016 года представители soundcloud-рэпа, а именно Ski Mask The Slump God, XXXTentacion и Lil Uzi Vert, начали набирать популярность, Никита решает попробовать записывать свою музыку. В декабре 2016 вышел сингл Эй, ты, а уже в январе следующего года выходит музыкальный видеоклип на данную композицию.

### Творческое объединение «Bound» — настоящее время
В феврале 2017 года Никита стал частью музыкального объединения «Bound», куда, помимо него, входили рэперы Rocket и Marco-9, а также продюсер Fresco. 25 апреля 2017 года выходит дебютный музыкальный релиз под названием Денежный сад. 24 сентября 2017 года вышло второе музыкальное видео на сингл Лимонная долька с предстоящего мини-альбома Karne Vale. 8 декабря 2017 года вышел совместный с Rocket’ом мини-альбом Кэшимир 2.
8 января 2018 года вышел видеоклип на трек З*****о при участии Rocket’а и Marco-9 с крайнего релиза. 12 февраля 2018 года выпустил студийный альбом .К. О.М (аббревиатура расшифровывается как «Кругом одни м****и»). Позднее вышли музыкальные видеоклипы на треки Дом Периньон и Н***й 102 с данного альбома. Летом 2018 года попал в список самых примечательных новичков русского рэпа проекта «Новый Флоу» от сайта The Flow. Осенью 2018 года был номинирован на премию «Золотая Горгулья» в конкурсе молодых исполнителей «JBL Vox Populi», с небольшим отрывом проиграв уфимскому трио «Лауд». В октябре 2018 года Никита заявил об уходе из творческого объединения «Bound», и 20 ноября выпустил сингл Дис, который является диссом на данный коллектив и его фронтмена Rocket’а. 23 ноября 2018 года состоялся релиз второго студийного альбома Никиты под названием Страха нет на лейбле «Warner Music Russia».
14 января 2019 года был выпущен музыкальный видеоклип Страха нет, который содержит композиции Никотин, Больше, Я и ты, Рай, Аутро, На грани, Я не люблю, Моя жизнь, Нужно быть собой с одноимённого студийного альбома. 15 февраля 2019 года вышел видеоклип на сингл под названием Выход силой при участии Boulevard Depo. 27 марта 2019 года вышел совместный с Lil Krystalll 7-трековый мини-альбом Брат 3.
17 июля 2022 года исполнителя подстрелили из сигнального пистолета после сольного выступления исполнителя в Москве, где Никита раздавал автографы. Заряд попал рэперу в область груди, а нападавшие скрылись в неизвестном направлении. Музыкант был госпитализирован. По другой версии, «нападение» могло быть постановочным, для съемок нового клипа.

## Дискография

### Студийные альбомы
- 2018 — .К.О.М
- 2018 — Страха нет
- 2020 — TO U
- 2022 — К.О.М 2

### Мини-альбомы
- 2017 — Денежный сад
- 2017 — Karne Vale
- 2017 — Кэшимир 2 (совместно с Rocket)
- 2019 — Вирус.Жара
- 2019 — Брат 3 (совместно с Lil Krystalll)
- 2020 — КПД 100

### Синглы
- 2016 — Эй, ты
- 2017 — Все планы
- 2017 — Смех
- 2017 — No Hook (при участии Rocket, Marco-9)
- 2017 — Porsche
- 2017 — Н***й 102
- 2018 — Не 1
- 2018 — Дом Периньон 2
- 2018 — Там много кэша
- 2018 — Меня не поймаешь
- 2018 — Du Em (при участии Lil Nedj, Lil Krash)
- 2018 — Ca$h
- 2018 — Дис
- 2019 — Выход силой (при участии Boulevard Depo)
- 2019 — Козёл
- 2019 — Осознанный
- 2020 — Ночной дозор
- 2020 — Наука (при участии OG Buda)
- 2020 — Гиперпрыжок
- 2020 — Довольно
- 2020 — Потерпи ещё
- 2020 — GTA (при участии Hugo Loud)
- 2020 — СМЕХ (prod. by SIP & BITE)
- 2020 — I FEEL (совместно с Fable)
- 2021 — яркие цвета
- 2021 — IMA KILLA
- 2021 — день сурка
- 2022 — Р.М.Б
- 2022 — п***й

## Видеография
| Год  | Название                                 | Альбом       | Режиссёр            |
| ---- | ---------------------------------------- | ------------ | ------------------- |
| 2017 | Эй, ты                                   | Внеальбомный | Ozio.pro            |
| 2017 | Лимонная долька                          | Karne Vale   | Marty Rush          |
| 2017 | З*****о                                  | Кэшимир 2    | Вагиф Гусейнов      |
| 2018 | Н***й 102                                | .К. О.М      | Не известно         |
| 2018 | Дом Периньон                             | .К. О.М      | Вагиф Гусейнов      |
| 2018 | Ca$h                                     | Внеальбомный | Екатерина Боловцова |
| 2019 | Страха нет                               | Страха нет   | Дима Ицков          |
| 2019 | Выход силой (при участии Boulevard Depo) | Внеальбомный | Екатерина Боловцова |
| 2020 | Тебе не сказали                          | TO U         | EnF                 |
| 2021 | IMA KILLA                                | Внеальбомный | Майкл Пунга         |
| 2022 | п***й                                    | К.О.М 2      | Не известно         |